# Olivier Florio
Olivier Florio / OolfloO est un compositeur et auteur français.

## Biographie

### Jeunesse
Compositeur, Olivier Florio étudie parallèlement, la guitare classique au travers du répertoire contemporain, plus tardivement le piano, puis la composition pour orchestre et la composition électroacoustique. Initialement élève de Jean-Étienne Marie, Olivier Florio s’inscrit dans un parcours atypique qui le mènera sur de multiples chemins sonores.

### Carrière
Passionné de recherche, son parcours lui a permis d’investir le terrain de la musique contemporaine notamment au travers du prisme de l’image.
Prix SACEM au Festival Imagina de Monaco dans ses jeunes années pour sa bande son innovante, à l’époque, du film Uman ou encore nommé aux World Soundtrack Awards de Gand en Belgique, Olivier Florio effectue un parcours multiple agrémenté de collaboration aussi diverses qu’avec Pierre Huyghe (Musée Beaubourg / Marian Goodman Galery NYC 2010), Beb-Deum (104 Nuits Blanches Paris 2019, Maison populaire de Montreuil 2016, Laboratoire d’images Canal + 2011) pour ce qui est de l’art contemporain mais également au cinéma où il signe les partitions souvent innovantes de bandes originales de films aussi variés que Les Brigades du Tigre (remake cinéma 2006), Le passager (avec Jean-Hugues Anglade 2015), Une nuit (avec Roschdy Zem - Sarah Forestier 2011) ou encore Dissonances (avec Jacques Gamblin 2003).
Ses Bandes originales ont été enregistrées avec des orchestres comme le German Filmorchester Babelsberg de Berlin, le NHK orchestra à Tokyo ou encore le Fame’s Orchestra de Skopje.
Olivier Florio développe parallèlement une musique indépendante située entre musique de film et musique contemporaine au travers d’œuvres telles que des quatuors à cordes, œuvres pour piano solo (et transducer Piano), ondes Martenot, œuvres mixtes pour orchestre et dispositif électroacoustiques,,…
Dans le sillage de sa collaboration avec Michel Redolfi, la musique subaquatique (concerts pour auditeurs immergés) est également un domaine dans lequel Olivier Florio est actif.
En 2003, il crée le projet OolfloO qui est l'extension d'Olivier Florio lorsqu'il s'aventure dans une pop aux confluents de la musique industrielle, du rock et de l'électroacoustique. Dans le cadre de ce projet, Olivier Florio est à la fois compositeur, interprète, multi-instrumentiste et producteur. 3 albums existent à ce jour qu'il performe sur scène ponctuellement, en France, Japon et Chine. Les titres de ces albums sont régulièrement synchronisés à l’écran comme dans la série TV Les Rivières pourpres notamment.
Enfin, producteur, Olivier Florio aime à partager son savoir faire de studio à travers diverses collaborations comme avec le groupe Gémini (Duo électro franco-chinois basé à Pékin) ou encore The 5.6.7.8's (rockeuses japonaises du film Kill Bill) pour leur titre Hoovering.
L’œuvre d’Olivier Florio s’étend dans de multiples domaines :
- Musique de films
- Musique contemporaine et art contemporain ;
- Le projet OolfloO, (Industriel art rock) ;
- Production discographique ;
- Concerts ;
- Textes de chansons ;
- Littérature ;
- Journalisme musical à Rolling Stone magazine.

## Nominations et prix
- 2021 : Prix du meilleur sound design aux Independant Shorts Awards de Los Angeles, 2021 pour le film Susan in Red de Franck Giordanengo
- 2018 :  Certicate of merit pour la musique du film Paradoxe de RongChang Liu au Rochester International Film Festival.
- 2007 : Meilleure musique pour le film Les Cerfs-volants au Festival de la fiction TV de La Rochelle[11].
- 2006 : Nomination aux World Soundtracks Awards 2006 pour la bande originale du film Les Brigades du tigre - remake cinéma[1].
- 1998 : Prix SACEM au Festival Imagina pour la bande originale du film expérimental U man de J.Dajez.

## Filmographie

### Cinéma

#### Longs métrages
- 2024 : The citadel de Bruno Mercier
- 2019 : Les Beaux Menteurs de Bruno Mercier
- 2012 : Une nuit de Philippe Lefebvre
- 2010 : The host and the cloud de Pierre Huyghe
- 2006 : Les Brigades du Tigre (film) de Jérôme Cornuau

### Télévision

#### Longs métrages
- 2013 : C'est pas de l'amour
- 2013 : Rebeca Gomez
- 2007 : Les Cerfs-volants[11] de Jérôme Cornuau
- 2003 : Dissonances de Jérôme Cornuau

#### Séries TV
- 2018 : Les Rivières Pourpres adaptation du roman de Jean-Christophe Grangé avec Get started de son projet OolfloO
- 2016 : Le Passager adaptation du roman de Jean-Christophe Grangé avec Jean-Hugues Anglade et Raphaelle Aguogué. Bande originale complète.

#### Courts métrages et moyens métrages
- 2018 : Paradoxe de Rongchang Liu
- 2017 : Cold Water de Bernardo De Jeurissen
- 2016 : Cohabitation de Stefan Sao Nelet
- 2010 : A walk de Céline Anselme
- 2005 : Infini de Stefan Sao Nelet (Inclus dans le long métrage Paris la Métisse)
- 2002 : Bang Nhau… Egaux de Stéfan Sao Nélet

#### Films d'animation
- 1996 : Les Mouettes de Pascal Laurent
- 1995 : UGU the Killer de Pascal Laurent

#### Publicités TV
La musique d'Olivier Florio a été utilisée sur les films TV de marques comme Renault, Peugeot, Nissan, Volkswagen, Pond’s, Citroën, France Telecom, Cartier... En France, Europe, Japon, États-Unis, Thaïlande. 

#### On-air design
Plus de cinquante habillages sonores de programmes et événements télévisuels.
- 2000 : Jeux Olympiques de Sydney - Eurosports
- 2002 : Jeux Olympiques de Salt Lake  - Eurosports
- 2002 : Coupe du monde de Football - Eurosports
- 2004 : L'équipe TV
- 2006 : Discovery Channel

## Art contemporain
- 2025 : Oblik (1). De la musique à l’image à la musique en scène, le compositeur de musique de film Olivier Florio, nous plonge à la frontière d’un monde parallèle. Une immersion entre concert, performance, voix off et multimédia dans laquelle il questionne la nature de la réalité, de la conscience et de la densité de l’existence. Le tout nous plonge dans une atmosphère singulière que l’on ne peut s’empêcher de rapprocher de l’univers de Philip K.Dick ou encore de David Lynch.
- 2022 :Is it real? Performance/concert subaquatique.
- 2019 : Mondiale TM 3 (2019) de Beb Deum - Installation pour la Nuit Blanche Paris + Biennale des arts numériques Némo.
- 2016 : Les ondes grises de J.Dajez - Film électroacoustique expérimental
- 2016 : Mondiale TM 2 Beb Deum - Installation
- 2015 : Almost 0 buttons - performance au piano transducer et voix - Les titres de ses albums Mu et Door 1.0.0 - The origin of division.
- 2010 : The Host and the Cloud[2] (2010). Film long métrage expérimental de Pierre Huyghe.
- 2010 : Mondiale TM (2010) Beb Deum
- 1999 :Gradiations 1, 2 et 3 de J.Dajez. Film électroacoustique expérimental
- 1998 : Uman de J.Dajez. Film électroacoustique expérimental

## Œuvres Indépendantes
Quatuors à cordes, œuvres pour piano solo (et transducer Piano), ondes Martenot, œuvres mixtes pour orchestre et dispositifs électroacoustiques…

## Discographie

### Albums indépendants
- 2025 : KEL (Made of music records)
- 2022 : Waterline - Under (remix de Waterline par VangHard) (Made of music records)
- 2021 : Waterline (Made of music records)
- 2020 : The New Horizons (Made of music records)

### Albums avec son projet OolfloO
- 2018 : In.Spiro
- 2015 : Mu
- 2014 : Door 1.0.0 - The origin of division

### Albums avec son projet VangHard
- 2023 : Carrousel

### Bandes originales de films
- 2016 : Le Passager (Made of music records)
- 2012 : Une nuit (Milan/Universal)
- 2007 : Dissonances (Milan/Universal)
- 2006 : Les Brigades du Tigre (Milan/Universal)

## Production
- 2023 : VangHard  B.O du film Carrousel  - France (Made of music records)
- 2017 : Hoovering  de The 5.6.7.8's - Japon
- 2017 : I'am Gone de Blackur0 - Japon
- 2016 : Album Gemini du groupe Gemini (Chinese band) - (Meilleur album indépendant - Chine 2016) - China
- 2004 : Everytime de Cima Cima sur l'album Flyin' Buddha

## Concerts
- 2017 : Japan Tour. Osaka, Kyoto, Tokyo avec OolfloO
- 2017 : Silencio Paris avec OolfloO
- 2016 : Japan Tour. Osaka, Kyoto, Kobe, Nara avec OolfloO[12]
- 2015 : Concert in Salon d'Automne Paris
- 2009 : Lives in Paris avec OolfloO
- 2008 : China tour. Beijing, Shanghai avec OolfloO